# تشارلز د. بيكر
تشارلز د. بيكر (بالإنجليزية: Charles D. Baker)‏ هو سياسي أمريكي، ولد في 17 سبتمبر 1846 في باينتد بوست في الولايات المتحدة، وتوفي في 23 أبريل 1934 في نيويورك في الولايات المتحدة. حزبياً، نشط في الحزب الجمهوري. وقد انتخب عضو جمعية ولاية نيويورك.